# Estado de Quito
El Estado de Quito fue un estado autodeterminado en forma de monarquía constitucional ubicado en la América del Sur. Existió entre el 15 de febrero de 1812, en que un congreso constituyente discutió y promulgó una constitución propia, y el 1 de diciembre del mismo año, en que los dispersos juntistas quiteños fueron derrotados en la batalla de San Antonio de Ibarra. No tuvo reconocimiento internacional y su territorio efectivo consistía de una fracción de la antigua Real Audiencia de Quito, que formaba parte del virreinato de Nueva Granada. 
El Estado quiteño tuvo un cuerpo de gobierno, ejército y una constitución propias que le dieron autonomía tanto de la Nueva Granada -ya sea las distintas provincias insurgentes como de las Provincias Unidas de la Nueva Granada- como del Consejo de Regencia de España e Indias y, por consecuencia de las Cortes de Cádiz, sin dejar de reconocer a Fernando VII como rey reconocido en esta monarquía constitucional. Su existencia fue fugaz, y tuvo vigencia en los lugares donde se le reconoció. Fue rápidamente sustituido por el gobierno del nuevo presidente de la Real Audiencia de Quito Toribio Montes, quien restableció el gobierno de la monarquía española en la ciudad de Quito tras la victoria en la batalla de El Panecillo y aplicó la Constitución de Cádiz.

## Historia

### Antecedentes
Véase Invasión napoleónica a España, Juntas de Gobierno de Hispanoamérica,Junta Suprema de Quito, y Junta Superior de Quito

#### Invasión napoleónica a la península ibérica
La invasión napoleónica a España y la abdicación del rey Carlos IV, quien cedió el trono a su hijo Fernando VII, quien a su vez abdicó a favor del emperador francés Napoleón I, creó una tensa y caótica situación política en España y sus Virreinatos partir de 1808. Las abdicaciones no fueron bien recibidas por los vasallos de la monarquía española, resistiendo la ocupación y rechazando a la nueva casa dinástica inicida con José Bonaparte. En toda la península se formaron "juntas", que eran gobiernos locales usualmente de carácter popular que aseguraban luchar por España y por el rey. Las voluntades de estas juntas se reunieron en la Junta Suprema Central, que gobernaba en nombre de Fernando VII, y que funcionó a partir de septiembre de 1808 en Aranjuez, aunque debió huir a Sevilla por el avance de las tropas francesas. A fin de asegurar la sujeción de los territorios americanos a este gobierno, y así evitar cualquier acercamiento con el gobierno afrancesado de José I de España, declaró el 22 de enero de 1809 que los virreinatos eran partes integrantes de la monarquía española. Si bien en América ya se había establecido una junta autónoma en 1808 en Montevideo y otros proyectos habían fracasado en México y Cuba, esta declaración dio paso a la posibilidad legítima de que en América se formaran juntas similares, como sucedería en distintos lugares.
El avance de las tropas napoleónicas durante 1809 obligó a que la Junta Suprema Central huyese hacia la Isla de León y finalmente a Cádiz, disolviéndose y estableciéndose en su lugar un Consejo de Regencia en enero de 1810, cuya legitimidad fue cuestionada inmediatamente en la misma Cádiz así como en toda la América española. Del otro lado, en la península se esperaba el pliegue de las provincias americanas y el reconocimiento tanto de la Junta Central como del Consejo de Regencia recientemente establecido, y se temía que se estableciesen juntas en América que pudiesen desconocerlos, reconocer a José I o a Carlota Joaquina de Borbón que estaba en el Brasil, declarar independencia de cualesquier proyecto foráneo, reconociendo únicamente a Fernando VII, o, si acaso, la independencia absolulta. Unánimemente varios americanos en distintos territorios resolvieron también establecer juntas propias como primer y fundamental paso para reconocer al gobierno establecido en la península o negociar acercamientos con los portugueses. Sin buscarlo plenamente, las Juntas de Gobierno de América prenderían la mecha de la insurgencia en toda la región.

#### Primera Junta de Gobierno de Quito

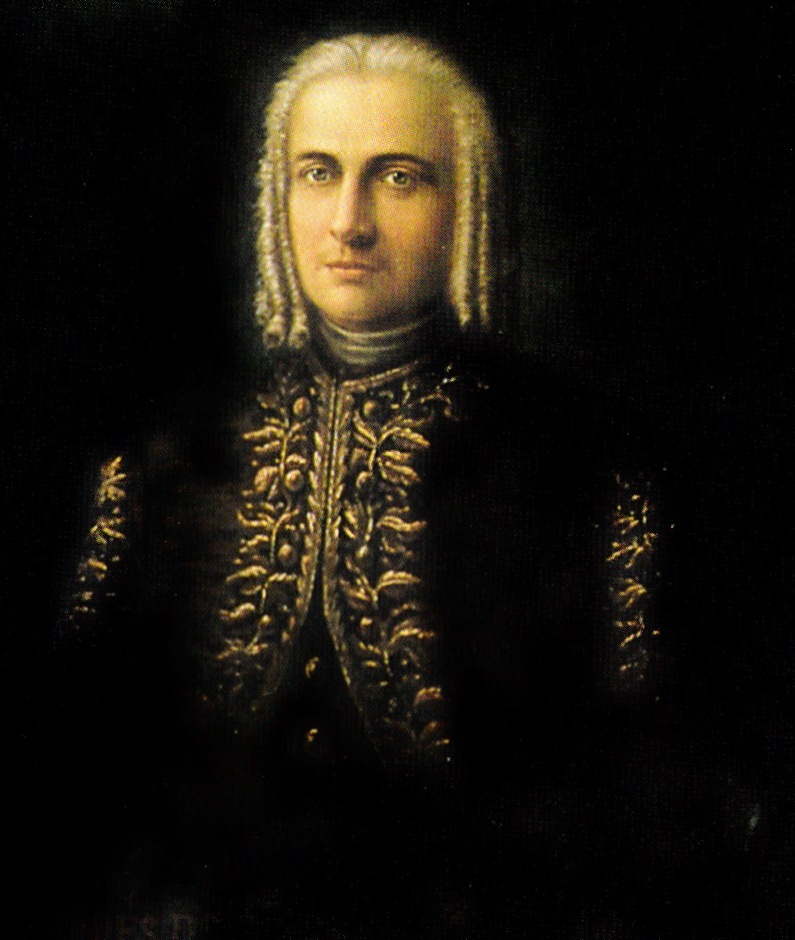
El marqués Juan Pío de Montúfar, presidente de la primera Junta.

Siguiendo el ejemplo de las juntas establecidas en la península ante el avance de las tropas de ocupación francesas, un grupo de letrados vecinos de Quito resolvieron establecer una Junta Suprema, buscando atraer a las gobernaciones vecinas. En la madrugada del 10 de agosto de 1809 los quiteños sorprendieron a los comandantes españoles de la guarnición de Quito y sitiaron el Palacio Real, obligando al Conde Ruiz de Castilla, presidente de la Real Audiencia, a capitular. 
Tan pronto se conocieron los sucesos del 10 de agosto, las autoridades de Guayaquil, Cuenca, Popayán, y Panamá, los gobernadores y los ayuntamientos, respondieron rechazando la junta quiteña y reiterando su lealtad a la Junta Suprema Central. En Popayán, el alférez real Gabriel de Santacruz contestó lo siguiente:

"Considerando que arbitrariamente se han sometido los revoltosos quiteños a establecer una Junta sin el previo consentimiento de la de España, y como se nos exige una obediencia independiente de nuestro Rey Don Fernando VII, por tan execrable atentado y en defensa de nuestro monarca decretamos: Art. único. Toda persona de toda clase, edad y condición, inclusos los dos sexos, que se adhiriese o mezclase por hechos, sediciones o comunicaciones en favor del Consejo central, negando la obediencia al Rey, será castigado con la pena del delito de lesa majestad".

Solo las ciudades más cercanas, como Ibarra, Ambato y Riobamba, se sumaron inicialmente al movimiento quiteño, pero prontamente se organizó una contrarrevolución desde Riobamba. En cuestión de semanas la junta perdía credibilidad en el interior de la gobernación de Quito. Mientras, las ciudades vecinas como Guayaquil, Cuenca, y Popayán organizaban fuerzas militares para frenar el avance de los quiteños. Adicionalmente, desde Bogotá y Lima, los virreyes de Santafé  y Lima despacharon con suma urgencia tropas para sofocar a la Junta Soberana, por lo cual sus autoridades negociaron la entrega del gobierno a cambio de la subsistencia de una junta independiente de Santafé de Bogotá, pero que reconocería a la Junta Suprema Central, a lo cual accedió el antiguo presidente. Finalmente, aislada y bloqueada, el 24 de octubre de 1809 la Junta restituyó al conde Ruiz de Castilla, permitiendo el ingreso a la ciudad sin resistir de las tropas coloniales de Lima y Bogotá. El conde retornó a su palacio el 25 de octubre, entre los vítores de sus simpatizantes. En total, el gobierno de la monarquía en Quito tuvo a disposición una fuerza de cerca de 3500 hombres sitiando Quito, por lo que Ruiz de Castilla simplemente disolvió la Junta, y restableció solemnemente la Real Audiencia de Quito, faltando a su palabra de manera escandalosa. 

#### Masacre del 2 de agosto de 1810
Restituido en el gobierno, el presidente Ruiz de Castilla persiguió y encarceló a los cabecillas del 10 de agosto, obligando a los otros miembros a huir y esconderse. Tal y como obró en la Conspiración del Cuzco de 1805, cuando fue presidente de aquella Real Audiencia, ordenó rápidamente el inicio de procesos penales contra todos los juntistas, o al menos los que no tenían títulos nobiliarios. La arbitrariedad de los procesos tenía intranquilo al pueblo de la ciudad pues el conde Ruiz de Castilla y los oidores Arechaga, y Fuertes y Amar buscaban sentencias rápidas, que habrían implicado la pena capital de muchos. 
Ruiz de Castilla tenía noticias del avance hacia Quito del comisionado Montúfar, y circulaba el rumor de que venía autorizado por el gobierno para aprobar el establecimiento de la junta quiteña. Adicionalmente, poseía noticias de una conspiración para liberar a los presos, por lo que redobló esfuerzos de vigilancia. No obstante, en un intento desesperado y poco articulado se orquestó el Motín del 2 de agosto de 1810 con la intención de liberar a los presos. Los quiteños atacaron dos cuarteles: el Real de Lima, el de Santa Fe y una casa conocida como el Presidio, donde estaban detenidos los presos del pueblo. Los soldados respondieron asesinando a los presos en los calabozos del piso alto, y luego salieron a la calle García Moreno a enfrentarse con la turba. Durante la tarde, se produjeron choques en los barrios de San Blas, San Sebastián y San Roque, mientras los soldados saqueaban las casas más ricas del centro. Entre 200 y 300 muertos y por los menos medio millón de pesos en pérdidas dejó la criminal represalia ordenada por Ruiz de Castilla y Arredondo.

#### Segunda Junta de Gobierno de Quito

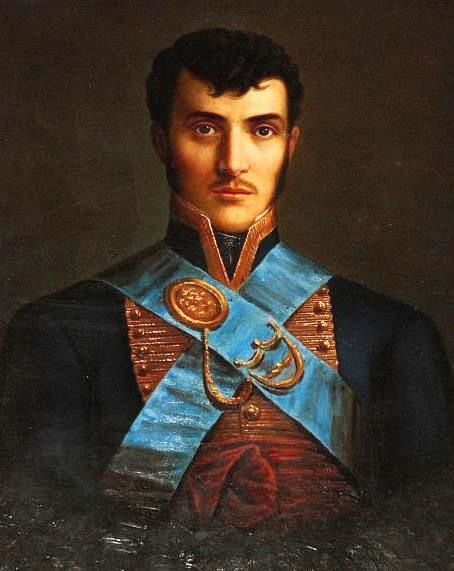
Coronel Carlos de Montúfar. Comisionado de Regencia.

Tras conocerse en Cádiz los eventos del 25 de mayo de Chuquisaca y La Paz y los del 10 de agosto en Quito, la Junta Central comisionó a varios americanos para apaciguar los ánimos y confirmar la subsistencia del gobierno. Después de una travesía de cuatro meses desde España, el 9 de septiembre de 1810 entró en Quito el coronel Carlos de Montúfar, en su calidad de Comisionado Regio, recibido con honores por el conde Ruiz de Castilla pero con algo de recelo por el resto de autoridades españolas, que veían descontentas el hecho por tratarse del hijo de Juan Pío Montúfar, II Marqués de Selva Alegre, y quien había presidido la Suprema Junta de Gobierno (tachada de independentista) en 1809 con su respectiva persecución por disidencia. Sobre Carlos Montúfar, dice Pedro Fermín Cevallos:

"Don Carlos Montúfar, mancebo de buen sentido y de valor, regularmente disciplinado en la famosa escuela de la guerra contra los franceses, metidos en España, y de los vencedores en Bailén; era, a no dudar, el más a propósito que entonces podía apetecer la patria para defender su causa. Llegó en circunstancias en que gobernantes y gobernados se miraban, más que con desconfianza, con airado encono, y en las de que, aun cuando se habían despedido las tropas de Lima, todavía conservaba el presidente mil hombres de guarnición, y esperaba que le llegarían bien pronto las pedidas a los gobernadores de Cuenca y Guayaquil."

Como había actuado desde su arribo a la costa caribeña de la Nueva Granada, fomentando el establecimiento de distintas juntas que reconocían al Consejo de Regencia y juraban fidelidad a Fernando VII, el joven Montúfar decidió establecer una junta superior en Quito, presidida por un triunvirado conformado por Ruiz de Castilla, el obispo de Quito Cuero y Caicedo y el propio Carlos Montúfar. La junta superior de Quito, establecida entre el 19 y 22 de septiembre de 1810 de la mano del comisionado regio Carlos Montúfar y el presidente de Quito Conde Ruiz de Castilla, reconoció como su rey a Fernando VII y reconoció al Consejo de Regencia, para entonces ya bien atrincherado en Cádiz. No obstante, dado que el virrey del Perú nombró a Joaquín Molina y Zulueta como presidente en reemplazo de Ruiz de Castilla, la reticencia de los junteros a reconocer al nuevo presidente, entonces instalado en Cuenca, dio lugar a la coexistencia de una doble jurisdicción: mientras que la Junta Superior de Quito controlaba algunas zonas del antiguo corregimiento de Quito, Molina ejercía como presidente, y mandó establecer la Real Audiencia de Quito, en Cuenca (Ecuador). Mientras que la Regencia había confirmado el nombramiento de Molina en abril de 1810, los junteros quiteños solicitaron la aprobación real por su establecimiento el 6 de octubre de ese mismo año, que sería aprobada en Cádiz el 14 de mayo de 1811, por ser su naturaleza similar a la de las juntas que existían en la península. 
Cuando Carlos Montúfar quiso visitar las ciudades de Guayaquil y Cuenca tras establecer la junta en Quito y en su calidad de Comisionado Regio, estas no le quisieron recibir. Adicionalmente, Abascal aseguro la separación de Guayaquil y de Cuenca del virreinato de la Nueva Granada, incorporando ambas gobernaciones al Virreinato del Perú. En efecto, el virrey Abascal no veía con buenos ojos el accionar de Montúfar, y le escribía una misiva que rezaba: «(...) desconociéndole como Comisionado del Rey, pues no he recibido ninguna comunicación al respecto. Y aún en el supuesto de que fuere tal Comisionado no se puede extender demasiado las facultades que se la ha concedido, hasta el extremo de dictar leyes y organizar Juntas que turban la paz y tranquilidad de estos pueblos».

#### Desconocimiento del Consejo de Regencia y las Cortes de Cádiz

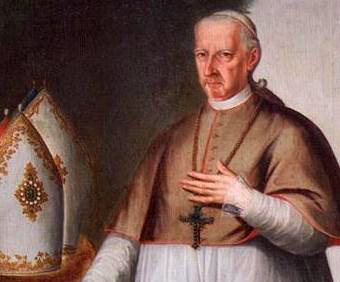
Obispo José de Cuero y Caicedo. Presidente del Estado de Quito.

Para el 9 de octubre de 1811, la Junta de Gobierno, resolvió atribuirse el rango de capitanía general, y volvió a declarar que no obedecería al virrey de la Nueva Granada, reivindicando los valores de la Junta del 10 de agosto de 1809. La inutilidad de mantener al presidente Manuel Ruiz Urriés de Castilla hizo que se le obligase a renunciar a la presidencia de la Junta, siendo sustituido por el obispo de Quito Cuero y Caicedo, quien pasaría a firmar sus decretos como «Joseph, por la gracia de Dios, Obispo y por la voluntad de los pueblos Presidente del Estado de Quito». De manera similar, la Regencia comprendió que Molina era incapaz de recuperar Quito o de entablar diálogos con los junteros, y por tanto resolvió nombrar a Toribio Montes, a la sazón en Lima, en su reemplazo el 1 de noviembre de 1811. Montes organizó una expedición militar desde el virreinato peruano para apaciguar los ánimos y restablecer el gobierno de la monarquía española en Quito.
Por otra parte, dadas las presiones existentes desde las Provincias Unidas de la Nueva Granada, que querían incorporar Quito a su proyecto político, y principalmente dado que las Cortes de Cádiz, que redactaban la Constitución española de 1812, no llegaron a establecer una representación de las provincias americanas equiparable con la de las peninsulares en las sesiones (aunque Quito sí escogió como diputado propietario al Conde de Puñonrrostro y el quiteño José Mejía Lequerica participó como diputado suplente por la Virreinato de Nueva Granada) y que la naturaleza de los debates de las Cortes afectaban las instituciones de la monarquía -como la nobleza, la soberanía nacional, y la Inquisición- la junta resolvió convocar un congreso con representantes de la ciudad de Quito y las provincias que eligiesen diputados para discutir el reconocimiento de la regencia gaditana y las Cortes de Cádiz. En su primera reunión, el 11 de diciembre, la junta resolvió desconocer a las Cortes y jurar lealtad y reconocimiento únicamente a Fernando VII, invitando a las demás corporaciones de la ciudad a hacer lo mismo, y formar un congreso que debía iniciar sesiones el 1 de enero de 1812, y que tendría 45 días para discutir y promulgar una constitución. Sería este congreso, agobiado por divisiones internas y diezmado por la ausencia de más de la mitad de sus representantes, el que el 15 de febrero de 1812 establecería efectivamente el Estado de Quito, reconociendo únicamente a Fernando VII como rey.

### El Congreso Constituyente del Estado de Quito

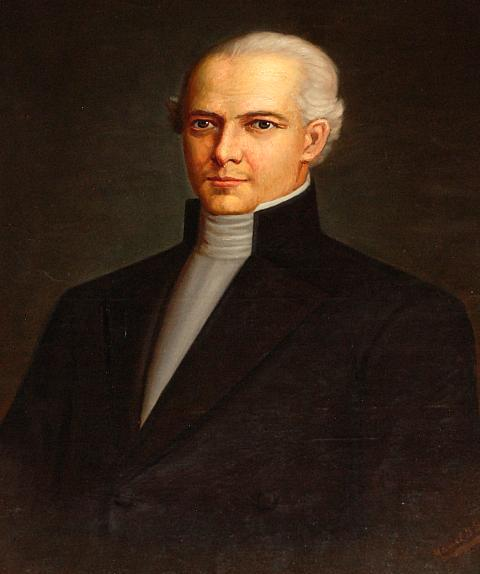
Dr. Antonio Ante, diputado por la ciudad de Guaranda.

El acta de instalación del Congreso Constituyente del Estado de Quito fue suscrita el 11 de diciembre de 1811 en el Palacio Real, por las siguientes personas, quienes además repartieron los cargos dentro del nuevo Gobierno que empezaba aquel día:
| Nombre                                                   | Posición en el Gobierno                         |                 |
| Poder Ejecutivo                                          | Poder Ejecutivo                                 | Poder Ejecutivo |
| -------------------------------------------------------- | ----------------------------------------------- | --------------- |
| José de Cuero y Caicedo Obispo de Quito                  | Presidente                                      |                 |
| Juan Pío Montúfar II Marqués de Selva Alegre             | Vicepresidente                                  |                 |
| Dr. Luis Quijano                                         | Secretario de Estado y Guerra Vocal             |                 |
| Dr. Salvador Murgüeitio                                  | Secretario de Gracia, Justicia y Hacienda Vocal |                 |
| Representantes del Clero                                 |                                                 |                 |
| Francisco Rodríguez Soto                                 | Representante del Cabildo eclesiástico          |                 |
| Fray Álvaro Guerrero                                     | Representante del Clero regular                 |                 |
| Prudencio Vásconez                                       | Diputado del Clero Secular                      |                 |
| Representantes de la Nobleza                             |                                                 |                 |
| Jacinto Sánchez de Orellana II Marqués de Villa Orellana | Representante de la alta nobleza                |                 |
| Mariano Guillermo Valdiviezo                             | Representante de la baja nobleza                |                 |
| Representantes del Pueblo Llano                          |                                                 |                 |
| Manuel Zambrano                                          | Representante del Ayuntamiento                  |                 |
| Manuel Larrea Marqués de San José                        | Diputado por la parroquia de Santa Bárbara      |                 |
| Manuel Matheu y Herrera Hijo de los Marqueses de Maenza  | Diputado de la parroquia de San Marcos          |                 |
| Mariano Merizalde                                        | Diputado de la parroquia de San Roque           |                 |
| Miguel Antonio Rodríguez                                 | Diputado de la parroquia de San Blas Vocal      |                 |
| Calixto Miranda Suárez de Figueroa                       | Diputado por la ciudad de Ibarra                |                 |
| Manuel Guizado y Palazuelos                              | Diputado por la ciudad de Otavalo               |                 |
| Dr. Francisco Aguilar                                    | Diputado por la ciudad de Riobamba              |                 |
| Dr. José Manuel Flores                                   | Diputado por la ciudad de Latacunga             |                 |
| Dr. Miguel Suárez                                        | Diputado por la ciudad de Ambato                |                 |
| José Antonio Pontón                                      | Diputado por la ciudad de Alausí                |                 |
| Dr. Antonio Ante                                         | Diputado por la ciudad de Guaranda              |                 |

#### La Constitución del Estado de Quito
Una vez establecido el congreso el 1 de enero de 1812, las divisiones internas de los diputados por el manejo militar de las campañas hacia el norte (Popayán) y hacia el sur (Cuenca), entre los bandos sanchistas y montufaristas así como por las discusiones de los tres proyectos constitucionales presentados (cuyos autores fueron Manuel Antonio Rodríguez, Calixto Miranda, y Manuel Guisado -aunque el proyecto constitucional de este último hasta hoy no se ha encontrado-), el gobierno de la junta se veía criticado por muchos flancos. 
La Asamblea, consciente de las excepcionales circunstancias que vivían Quito y sus provincias, aprueba un instrumento titulado Pacto Solemne de Sociedad y Unión entre las provincias que forman el Estado de Quito, que consagra no solo la soberanía del territorio, sino la garantía de los derechos de sus ciudadanos, a través de la Constitución del Estado de Quito. El documento fue suscrito  el 15 de febrero de 1812, por menos de la mitad de los representantes electos, aunque en un anexo constan todos los diputados, menos el de Pasto, que nunca se integró. La Carta Fundamental confirma la división de poderes, la primacía del catolicismo, y la lealtad al rey Fernando VII.

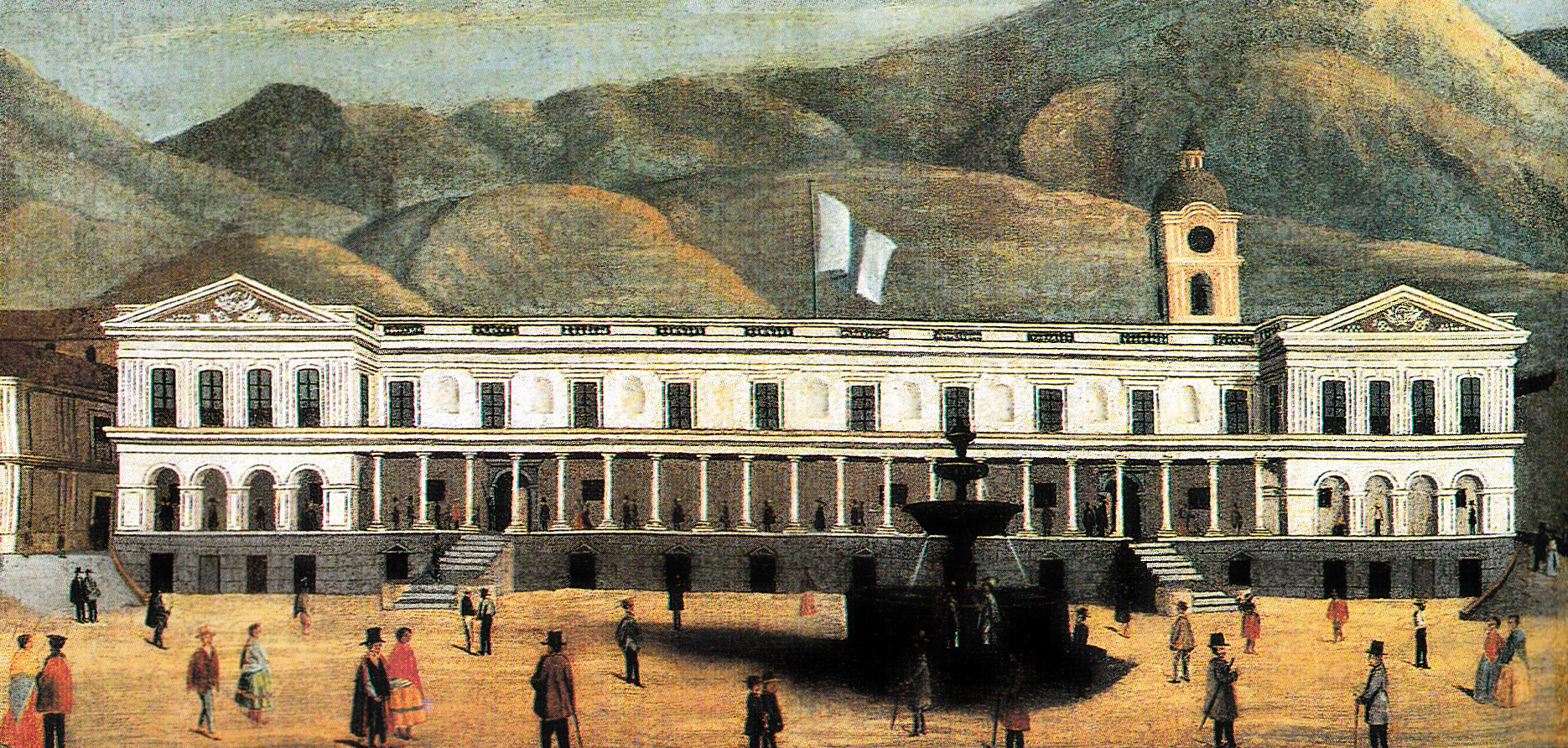
Palacio Real de Quito, lugar donde fue emitida la Constitución de 1812.

La Constitución, sancionada en el Palacio Real, con el fin de declarar la independencia y la unión de las provincias que formarían el nuevo Estado; en un acto de fundación, de la manifestación soberana de la conformación de una entidad política y la culminación del proceso que se inició el 10 de agosto de 1809 con la Primera Junta de Gobierno. Se trata de la primera carta política de Ecuador, cuya originalidad corre a la par con la dialéctica conceptual de los fundadores, que en el preámbulo del documento articuló una visión compleja, inusual e interesante de los fundamentos de la nueva autoridad, es decir, de la legitimidad del mando republicano que iba a sustituir al dominio colonial.
Este estatuto político consagraba una forma de gobierno popular y representativa, cuya autoridad máxima sería un Supremo Congreso de Diputados formado por representantes de las Provincias Libres, en el que debía radicar la Representación Nacional y la autoridad soberana del Estado. Para la administración del país, este Supremo Congreso debía nombrar a la autoridad gubernamental, que estaría dividida en tres poderes diferentes: Ejecutivo, Legislativo y Judicial, a ser ejercidos por cuerpos o personas diferentes. El Poder Ejecutivo estaría integrado por un Presidente del Estado, tres Asistentes y dos Secretarios con voto informativo. El Poder Legislativo, por un Consejo o Senado compuesto de tantos miembros como provincias tuviere el país. Y el Poder Judicial, por cinco jueces que ejercerían una presidencia rotativa, y un fiscal. Al Supremo Congreso, que debía renovarse cada dos años, quedaba asignada la función de ser Tribunal de censura y vigilancia constitucional, proteger y defender los derechos del pueblo, y actuar como Juez en el juicio de residencia que indefectiblemente debía abrirse contra los miembros de los poderes ejecutivo y judicial al término de su mando.
Uno de los principales argumentos para la identificación clara de la declaratoria de independencia puede ser encontrado en el artículo 2 del documento, en donde se especifica que el nuevo Estado es independiente de otros similares y sus gobiernos, llamando a una integración de otros pueblos de la América colonial:

“El Estado de Quito es y será independiente de otro Estado y Gobierno en cuanto a su administración y economía interior, reservándola a la disposición y acuerdo del Congreso General todo lo que tiene trascendencia general al interés público de toda la América, o de los Estados de ella que quieran confederarse.”

Este último artículo responde a la necesidad imperante de pactar con los granadinos, cuyas Juntas eran las únicas de las que Quito podía esperar cierta aceptación, y de esa manera concentrarse en los ataques que recibía desde el sur y Guayaquil, y por ello se dispuso que la nueva Constitución además separara totalmente a Quito del Consejo de Regencia y de las Cortes de Cádiz, debiendo permanecer también libres de toda dependencia, sujeción y arbitrio de cualquier otro gobierno extraño, garantizando así la buena vecindad sin poner en riesgo la soberanía. Este paso era decisivo, pues no escondía el rechazo a la injerencia extranjera, ya sea de los dos virreinatos que rodeaban a Quito, o del mismo Rey de España en asuntos internos.
Como era la costumbre de la época, la Carta Fundamental se promulga en el nombre de Dios todopoderoso trino y uno. Pero no deja duda alguna respecto del origen de la norma: “El Pueblo Soberano del Estado de Quito legítimamente representado por los diputados de las Provincias libres que lo forman … deseando estrechar más fuertemente los vínculos políticos que han reunido a estas Provincias hasta el día y darse una nueva forma de Gobierno análogo a su necesidad, y circunstancias … persuadido a que el fin de toda asociación política es la conservación de los sagrados derechos del hombre por medio del establecimiento de una autoridad política que lo dirija, y gobierne, de un tesoro común que lo sostenga, y de una fuerza armada que lo defienda. Es entonces que, habiéndose puesto en cuestión la autoridad del rey español y habiendo desaparecido su soberanía real por efecto de la invasión napoleónica a España, el poder y la soberanía que fueron transitorio encargo divino a la realeza, volvieron a radicarse en el pueblo, en quien originariamente reside tal potestad. Y es esa soberanía política reasumida la que legitima la expedición de la nueva Constitución y la fundación del Estado de Quito.
El documento de la Constitución quiteña de 1812 está firmada solo por parte de los miembros del Congreso Constituyente original; a saber:
- Obispo José de Cuero y Caicedo, Presidente de Quito.
- Juan Pío Montúfar, Vicepresidente de Quito.
- Francisco Rodríguez Soto, Representante del Cabildo eclesiástico.
- Fray Álvaro Guerrero, Representante del Clero regular.
- Calixto Miranda, Diputado de la provincia de Ibarra.
- Dr. Francisco Aguilar, Diputado de la provincia de Riobamba.
- Dr. José Manuel Flores, Diputado de la provincia de Latacunga.
- Miguel Suárez, Diputado de la provincia de Ambato.
- Manuel Larrea, Diputado de la parroquia de Santa Bárbara.
- Dr. Mariano Merizalde, Diputado de la parroquia de San Roque.
- Manuel José Caicedo.
- Vicente Lucio Cabal.

## Gobierno y política

### Estado
Según la Constitución de 1812, el gobierno de Quito estaba conformado por tres funciones estatales: Ejecutivo, Legislativo y Judicial.

#### Función Ejecutiva

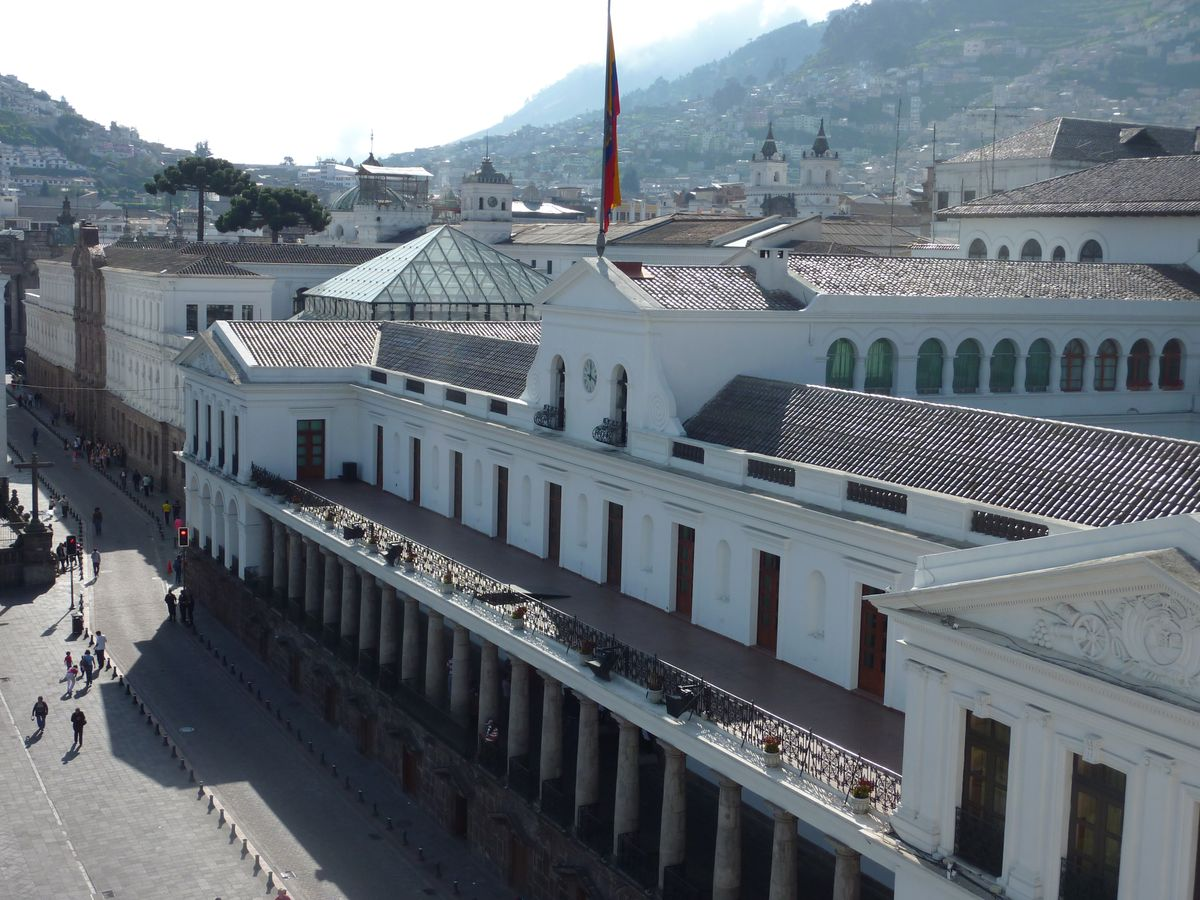
Palacio Real de Quito, sede del poder ejecutivo de 1812.

La función ejecutiva estaba conformada por el Presidente del Estado, tres Asistentes y dos Secretarios con voto informativo que nombraba el Congreso. Su duración en el cargo no podía pasar de los daños y no eran reelegibles sino hasta haber pasado dos turnos. Era el responsable del cumplimiento, guarda y ejecución en todos los artículos de la Constitución en primer lugar, y todas las leyes que no estén reformadas o abolidas por ella, como también de todos los Reglamentos, Leyes o providencias que la Legislatura sancione.
El cuerpo ejecutivo era, además, encargado del gobierno económico en todos los ramos de la Administración Pública, Hacienda y de Guerra; al igual que los ramos de industria, educación, prosperidad pública y todos los establecimientos dirigidos a esos fines. Era potestad exclusiva del Presidente el nombrar empleados civiles, militares, económicos y de Hacienda dentro del aparato estatal. Le correspondía también velar sobre la recaudación de los caudales públicos, custodia y adelantamiento del Tesoro Nacional y su inversión; debiendo presentar un informe minuciosamente detallado y entendible de estas actividades en un folleto impreso que circulase por todas las Provincias cada año.
El presidente del Estado tenía los honores de capitán general de Quito, y era él solo el comandante general de toda la fuerza armada; pero no podía hacer leva de gente, reunir tropas, ni trasladar de un lugar a otro los Destacamentos o las Milicias sin consentimiento del Poder Legislativo y Ejecutivo.
El Presidente podía convocar y presidir sin voto en sesiones extraordinarias, la Sala o Salas de la Representación Nacional cuando lo estimase necesario para la utilidad común; y aunque no podía mezclarse en lo legislativo y judicial, velaba sobre cada uno de estos poderes, a fin de que cumplan y desempeñen su cargo a cabalidad, imponiendo si fuese necesario una penalidad económica a los negligentes. El poder ejecutivo tenía derecho de proponer a la Legislatura todo aquello que estime digno de su atención, y también de suspender la promulgación de una ley sancionada, dando las causas que para ello tuviere al Poder Legislativo, dentro del preciso término de ocho días.
Finalmente, la Constitución aclaraba que durante el tiempo que durase en sus funciones, el presidente del Estado recibiría un sueldo de cuatro mil pesos, los Asistentes mil quinientos pesos y los dos Secretarios mil pesos en cada año, que se les contribuirían del Erario o fondo público.

#### Función Legislativa
La función legislativa del Estado de Quito recaía sobre los miembros del Supremo Congreso de los Diputados Representantes de sus Provincias libres, y en los Cuerpos que éste señale para el ejercicio del poder y autoridad soberana. Era ejercido por un Consejo o Senado, compuesto de tantos miembros como número fuesen las provincias constituyentes al momento de la firma (ocho), y mientras calculada su población resultaba los que corresponden a cada cincuenta mil habitantes; estos miembros de la legislatura debían ser elegidos por el Supremo Congreso.
El Supremo Congreso era el Tribunal de censura y vigilancia para la guarda de la Constitución, protección y defensa de los derechos del pueblo y de la enmienda y castigo de los defectos en que resultasen culpables los miembros de los poderes Ejecutivo y Judicial. Debía renovarse cada dos años en el mes de noviembre, para anunciar a las Provincias el término de sus funciones, señalar el día de las elecciones parroquiales, y el de la elección de Diputados que debía ser uniforme en todo el Estado, y el de su comparendo en la Capital que deberá ser siempre antes del primero de enero.
Cada Provincia no podía elegir para el Congreso más de un Diputado, excepto la de Quito a la que le correspondía el derecho de designar dos en atención a que su población doblaba la de las demás. La duración de sus funcionarios nunca pasaría de dos años ni existía reelección hasta pasados dos turnos; se exceptuaba el caso en que la totalidad de los votos del Congreso aclamasen el mérito y la necesidad de algún individuo, pero solo para el ejercicio del mismo poder que había ejercido anteriormente, sin que puedan volver a ser aclamados por segunda vez sin haber pasado al menos un turno.
Entre sus funciones estaba la de reformar la práctica de los juicios civiles y criminales en todos los Tribunales del Estado, la formación de reglamentos útiles tanto en lo político, económico y militar, la corrección y enmienda de las Leyes perjudiciales a la libertad y derecho de los quiteños, y la formación de otras análogas a la situación y circunstancias que se fuesen presentando, reservándose de manera exclusiva la interpretación de las dudosas.
Era peculiar y privativo del Legislativo el arreglar toda especie de tasas, contribuciones y derechos que debían exigirse, tanto en la cantidad como en el monto de su recaudación. Sin el consentimiento y permiso de la Legislatura, ningún particular ni corporación podía imponer o exigir contribución alguna. Le tocaba también señalar las pensiones y sueldos que debían gozar los empleados y funcionarios públicos, y aumentar o disminuirlos en proporción al trabajo y utilidad que de él resulte al bien común del Estado.
Cualquier miembro de la Legislatura tenía derecho a proponer reglamentos o proyectos de Ley que juzgase convenientes a la felicidad pública; al Cuerpo le tocaba entonces acordar si era admisible, y si debía traerse a discusión. Estas discusiones debían públicas, y sin esta cualidad cualquiera sanción era nula; debía fijarse en público una copia del proyecto y las reformas propuestas, otorgando tres días para que todos los ciudadanos que quisieran presentar sus memorias u observaciones y reflexiones, lo hiciesen por medio del Secretario.
El Poder Legislativo tenía sesiones ordinarias tres días en cada semana, de tres horas cada una; y se juntaría en sesión extraordinaria siempre y cuando el presidente del Estado lo mande. La Presidencia de las Salas en sus sesiones ordinarias, sería por turno entre sus individuos, siendo en la Primera Sala cada semana, y en la Segunda cada tres meses; y por igual término se turnarían la Secretaría en el Legislativo. Los funcionarios de este Poder, tenían un sueldo de mil pesos por año para compensar los perjuicios de sus negociaciones en el tiempo que estaban en el servicio del público.

#### Función Judicial
El Poder Judicial del Estado de Quito era ejercido por la Corte de Justicia, presidida por cinco individuos, de los cuales cuatro eran jueces que se turnaban la Presidencia de la Sala, y un Fiscal; todos nombrados todos por el Supremo Congreso. Ejercía su poder sobre todos los casos o cosas que las leyes dispusiesen con respecto a las extinguidas Audiencias sobre las materias civiles y criminales contenciosas, salvo las reservadas a los Poderes Ejecutivo y Legislativo.
Los demás Tribunales inferiores de primera instancia, los de los Corregidores, Alcaldes ordinarios, Jueces de Policía y los Pedáneos no eran parte de l Poder Judicial, aunque no podían actuar fuera de sus dictámenes; ni tampoco las Municipalidades que al momento de la firma de la Constitución existiecen o se establecieren adelante.
Los miembros del poder judicial recibían un sueldo de mil quinientos pesos al año, salidos del Erario Nacional o fondo público.

### División administrativa
El 15 de febrero de 1812 se firma el llamado "Pacto solemne de sociedad y unión entre las Provincias que forman el Estado de Quito", que constituía una clara reafirmación del Reino de Quito, según lo había descrito el padre Juan de Velasco, de aquellos territorios como reino integrante de la monarquía española, y de la identidad local en efervescencia, distinta de Lima y de Bogotá. Se reservó además a la disposición y acuerdo del Congreso General, «en el que estuvieran completas las provincias, todo lo que tiene trascendencia al interés público de toda la América, y de los Estados de ella que quieran confederarse».   En efecto, a inicios de abril de 1812 se discutió la confederación entre el Estado de Quito y el Estado de Popayán. Las negociaciones dieron sus frutos cuando el 20 de abril el vicepresidente Mariano Guillermo Valdivieso y el presidente de Popayán Joaquín de Cayzedo firmaron un tratado confederal entre ambos estados.

El siguiente cuadro presenta datos de las provincias, como sus nombres, capitales, número de subdivisiones territoriales y población. Algunas cifras corresponden a un estimado basado en el censo del año 1784, la fecha más próxima al nacimiento del Estado de Quito:
| # |  | Provincia           | Capital   | Divisiones | Población |
| - |  | ------------------- | --------- | ---------- | --------- |
| 1 |  | Alausí              | Alausí    | 5          | 12.000    |
| 2 |  | Ambato              | Ambato    | 10         | 52.300    |
| 3 |  | Guaranda            | Guaranda  | 9          | 13.100    |
| 4 |  | Ibarra y Esmeraldas | Ibarra    | 13         | 16.300    |
| 5 |  | Latacunga           | Latacunga | 14         | 49.500    |
| 6 |  | Otavalo             | Otavalo   | 9          | 34.720    |
| 7 |  | Quito               | Quito     | 35         | 63.300    |
| 8 |  | Riobamba            | Riobamba  | 20         | 63.800    |
| 9 |  | de los Pastos       | Pasto     | -          | -         |

Las provincias a su vez se dividían, en orden descendente, en localidades, parroquias y barrios. En todos los casos se respetó la distribución establecida durante la administración española previa al Estado de Quito.

### Defensa
La defensa del Estado de Quito estaba a cargo del Ejército Nacional. Se dividía en tres Destacamentos principales, comandados por el coronel Carlos de Montúfar en Quito, Pedro de Montúfar en Ibarra y el capitán Francisco García-Calderón en Riobamba y Alausí.

#### El Estado de Quito
Durante esta etapa, y con un pueblo que guardaba la memoria de la crueldad ejercida por el gobierno del anciano Conde Ruiz de Castilla y sus tropas el 2 de agosto de 1810, la ciudadanía enardecida cobró venganza y asesinó al asesino cruel el 15 de junio de 1812. Este hecho fue llevado a cabo por mestizos e indígenas del barrio de San Roque que asaltaron el Convento de La Merced, donde se había refugiado Ruiz Urriés de Castilla después de renunciar a la Junta de Gobierno. También fueron ejecutados el oidor Fuertes y Amar, uno de los más crueles perseguidores de los quiteños, y los monárquicos Pedro y Nicolás Calixto.

#### Guerras y batallas
En febrero de 1811 Carlos Montúfar se enfrentó con las fuerzas del general Arredondo en las inmediaciones de la ciudad de Guaranda; de igual manera intentó someter a a ciudad de Cuenca (que se había agregado al Virreinato del Perú), pero cuando se encontraba por entrar a la ciudad, en las inmediaciones de Cañar, ordenó una repentina retirada debido a la dificultad creada por la lluvia y la escasez de víveres.
A mediados de año una fuerza del ejército quiteño, liderada por Pedro de Montúfar (tío de Carlos) es enviada desde Tulcán hacia Pasto para tomar la ciudad e incorporarla a Quito; al mismo tiempo recibió la orden de incorporar Barbacoas. había que agotar las oportunidades expansionistas en el norte «a fin de que, haciendo publicar el auto de reunión e incorporación de dicha Provincia de los Pastos a la jurisdicción de este Gobierno (de Quito), los declare por súbditos que gozan de su legítima protección». Así, el 11 de septiembre de 1811 entraban los quiteños triunfantes a la ciudad de Pasto, con lo que lograban una primera e importante incorporación.
Previamente, el 16 de julio, Pedro de Montúfar había oficiado el Cabildo de Barbacoas, para reclamar en el nombre de Quito, que también se entregara a su protección en el plazo de diez días, así como la entrega de la isla de Tumaco y su importante puerto, buscando así suplir la falta que hacía el puerto de Guayaquil en los planes del Estado quiteño. Más, el intento fracasó pues el territorio se incorporó a la Confederación del Cauca el 8 de octubre. De igual manera el gobierno quiteño tuvo que entregar Pasto a los granadinos más adelante

## Demografía
La población del Estado de Quito era de aproximadamente 305.020 habitantes según el censo más próximo a la época, realizado 20 años antes en 1784. Basados en estos datos podemos calcular que las regiones más pobladas estaban en las provincias de Quito al norte y Riobamba al sur, que sumaban juntas más del 40% del total nacional. Mientras que las zonas menos pobladas se encontraban en la zona costera de Esmeraldas y oriental de Otavalo, con menos del 1% del total.
Caso especial merecen las provincias de Ambato y Latacunga, cuya población bordeaba los cincuenta mil habitantes cada una. Mientras que las provincias menos poblada eran Alausí y Guaranda, con cerca de solo diez mil habitantes cada una. Otavalo por su parte, se encontraba en un punto medio. No se tienen datos de la provincia de los Pastos, debido a que solo perteneció a Quito por pocos meses.

### Composición étnica

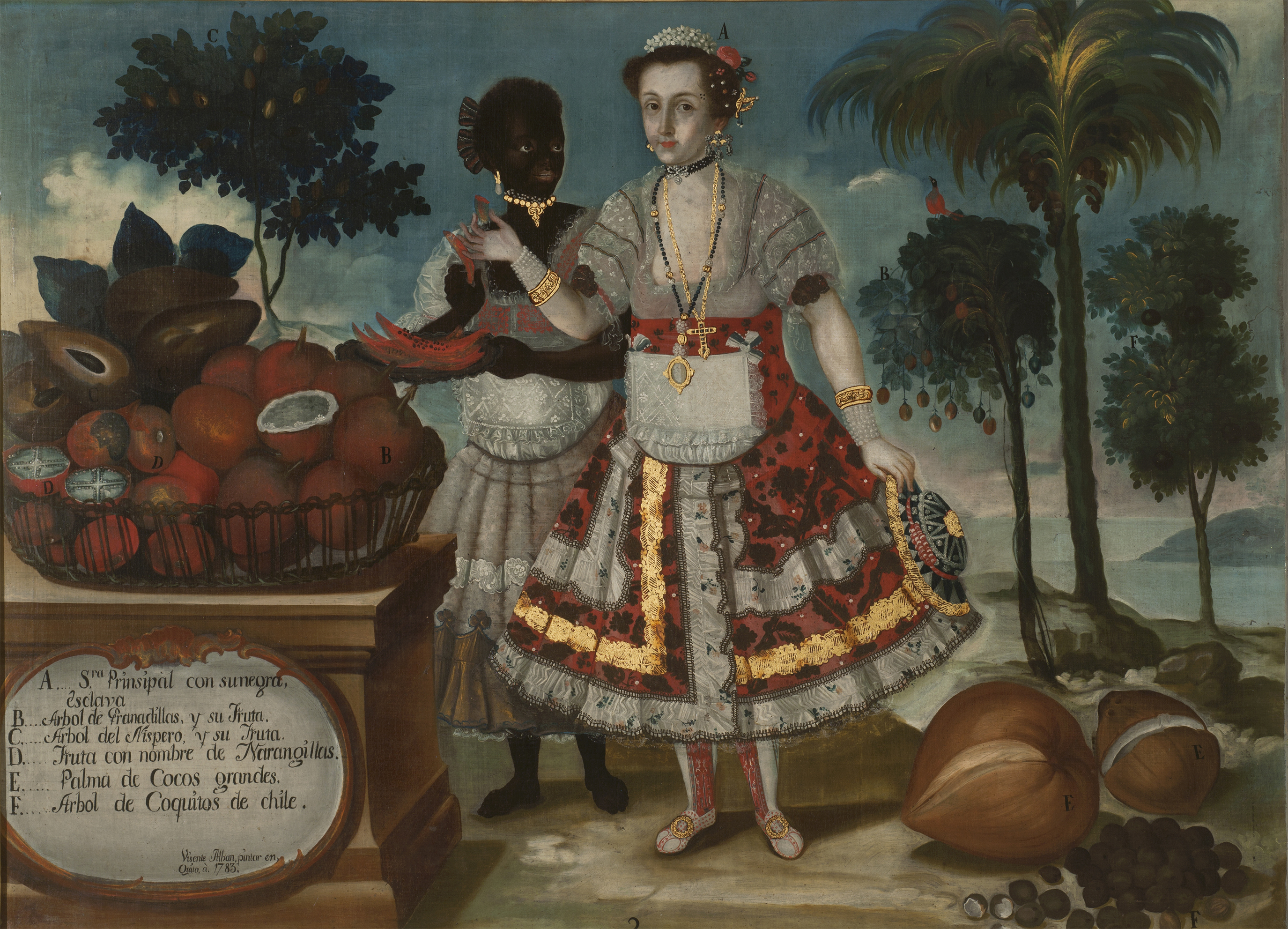
Retrato de Dama principal quiteña y su esclava negra, Vicente Albán.

Basándose nuevamente en el censo de 1784 se puede observar lo siguiente en cuanto a la composición étnica de las provincias del Estado de Quito:
| Provincia | Blancos y mestizos blancos | Indígenas y mestizos indígenas | Negros    |
| --------- | -------------------------- | ------------------------------ | --------- |
| Alausí    | sin datos                  | sin datos                      | sin datos |
| Ambato    | 16.713                     | 35.509                         | 41        |
| Guaranda  | 5.222                      | 7.741                          | 137       |
| Ibarra    | 6.993                      | 8.071                          | 262       |
| Latacunga | 11.515                     | 37.572                         | 395       |
| Otavalo   | 2.795                      | 26.020                         | 5.905     |
| Quito     | 21.168                     | 40.542                         | 1.515     |
| Riobamba  | 14.650                     | 48.739                         | 366       |
| NACIONAL  | 78.996                     | 204.194                        | 8.621     |

Como se puede observar, la presencia de la sociedad mestiza estaba ligada al color predominante de piel y de las posibilidades económicas. Es decir que si el mestizo era de piel clara y poseía recursos, era considerado blanco dentro del censo, estos generalmente eran castizos o harnizos; mientras que si presentaba un tono de piel más oscura y no tenía dinero, era considerado indígena (cholos y chamizos) . El Estado de Quito contaba además con un bajo porcentaje de habitantes de raza negra, que se concentraban principalmente en el Valle del Chota de la provincia de Otavalo y, en menor medida, en la ciudad de Quito.
La clase dominante siguieron siendo los blancos (aunque los peninsulares quedaron relegados del aparato estatal, manejado ahora por los criollos) y, en menor medida, los mestizos blancos, que por primera vez accedían a cargos públicos importantes. La clase dominada seguían siendo los indígenas y mestizos indígenas; mientras que los negros eran en su mayoría esclavos o libres con pago. En este sentido el Estado de Quito mantuvo la sociedad de castas que se había manejado bajo el régimen español.

### Ciudades

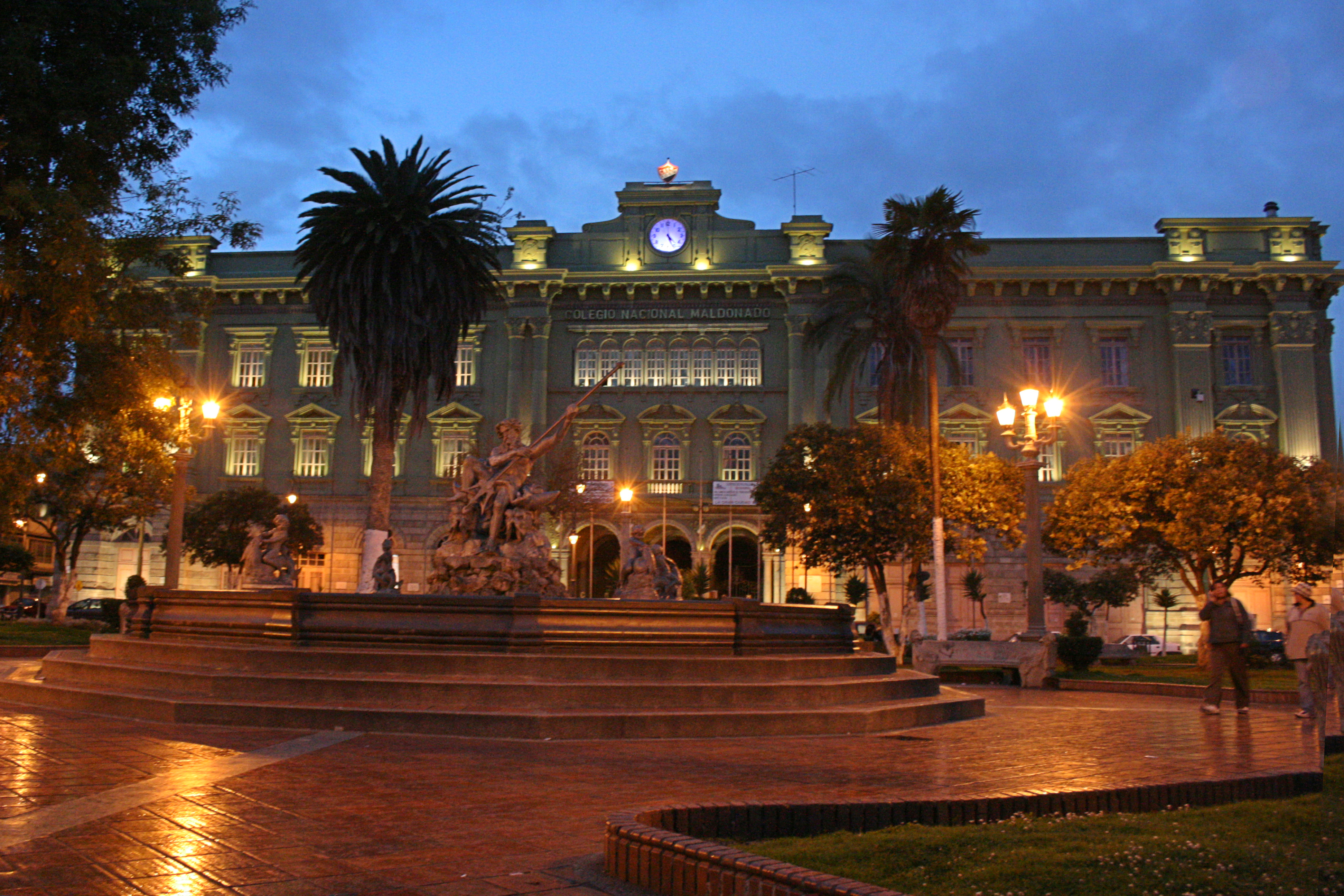
Riobamba era la segunda ciudad más poblada del Estado de Quito en 1812.

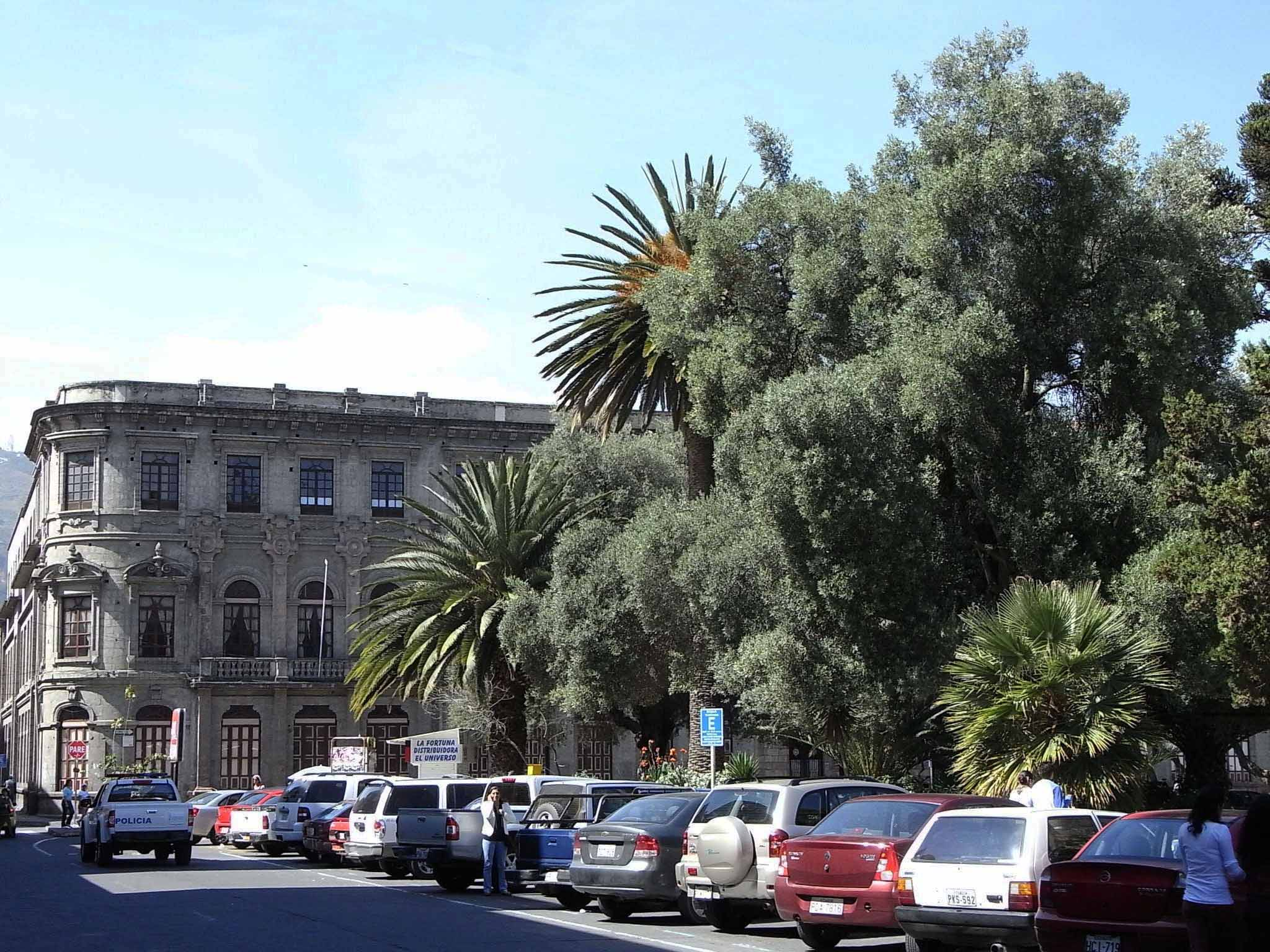
Ambato, la tercera ciudad del Estado quiteño.

En el Estado de Quito existía una red de ciudades similar a las de otros estados de la época, condicionada por la densidad de población, la industrialización y los condicionantes históricos. Así, las principales ciudades eran las capitales de las provincias que conformaban la nación, tradicionales centros del poder político.
A la cabeza de todas estaba Quito, la capital, con cerca de veinticuatro mil habitantes, doblando la población de la siguiente en la lista: Riobamba, con trece mil quinientos habitantes, seguida muy de cerca por Ambato, con trece mil trescientos habitantes. Es importante señalar que estas tres ciudades, además, concentraban en sus respectivas provincias a la mayor parte de la población quiteña en 1812. A continuación una lista de las 30 más pobladas:
| 1.ª  | Quito / Quito         | 23.726 |
| 2.ª  | Riobamba / Riobamba   | 13.325 |
| 3.ª  | Ambato / Ambato       | 13.217 |
| 4.ª  | Pelileo / Ambato      | 10.623 |
| 5.ª  | Saquisilí / Latacunga | 10.132 |
| 6.ª  | Latacunga / Latacunga | 9.764  |
| 7.ª  | Otavalo / Otavalo     | 8.841  |
| 8.ª  | Pujilí / Latacunga    | 8.566  |
| 9.ª  | Santa Rosa / Ambato   | 7.785  |
| 10.ª | Licto / Riobamba      | 7.185  |
| 11.ª | Cayambe / Otavalo     | 6.471  |
| 12.ª | Ibarra / Ibarra       | 6.227  |
| 13.ª | Cebadas / Riobamba    | 5.922  |
| 14.ª | Cotacachi / Otavalo   | 5.405  |
| 15.ª | Píllaro / Ambato      | 5.067  |
| 16.ª | Cicalpa / Riobamba    | 4.793  |
| 17.ª | Guano / Riobamba      | 4.665  |
| 18.ª | Cajabamba / Riobamba  | 4.629  |
| 19.ª | Quisapincha / Ambato  | 4.603  |
| 20.ª | Mocha / Ambato        | 4.298  |
| 21.ª | Punín / Riobamba      | 4.196  |
| 22.ª | Tumbaco / Quito       | 3.840  |
| 23.ª | San Pablo / Otavalo   | 3.774  |
| 24ª  | Sangolquí / Quito     | 3.476  |
| 25ª  | Achambo / Riobamba    | 3.242  |
| 26ª  | Alausí / Alausí       | 3.170  |
| 27ª  | Urcuquí / Otavalo     | 3.109  |
| 28ª  | Atuntaqui / Otavalo   | 2.828  |
| 29ª  | Guanujo / Guaranda    | 2.540  |
| 30ª  | Guaranda / Guaranda   | 2.310  |

Es importante notar como, a pesar de ser las ciudades más pobladas de sus respectivas provincias, y por tanto el centro de poder de ellas, muchas de las capitales no eran precisamente las más poblados del país; tal es el caso de Ibarra, que demográficamente ocupa el duodécimo lugar nacional, por debajo de varias localidades de las provincias de Ambato, Latacunga, Otavalo y Riobamba que no eran cabeceras jurisdiccionales. Otras, por ejemplo, ni siquiera eran la urbe más poblada de su propia provincia, pero mantenían una hegemonía histórica y cultural importante; tal como es el caso de Guaranda, que se encuentra en la 30va posición nacional, aún por debajo de una localidad subordinada a su control: Guanujo.
Las ciudades mayoritariamente indígenas como Saquisilí, Pujilí, Cotacachi y Píllaro, se encontraban entre las más pobladas del Estado De Quito; remarcando la importancia que debían haberle dado a las nacionalidades quechuas para contar con su apoyo en el proceso estatal.

## Caída del Estado de Quito

### Crisis interna
La crisis política de la monarquía hispánica puso en el centro de la discusión política el establecimiento de gobiernos representativos normados por una constitución, lo cual provocó la radicalización de las posturas ideológicas de quienes querían tener al rey por sobre la ley, quienes querían limitar la participación del rey en el ejecutivo, y quienes querían deshacerse de la monarquía como sistema. Quito no fue la excepción. La variedad de posturas dio lugar a la división de dos grupos antagónicos. Por un lado, estaban los “montufaristas”, partidarios de Juan Pío y Carlos Montúfar, que preferían un gobierno representativo en la forma de una monarquía constitucional. Por otro lado, se encontraban los “sanchistas”, seguidores de Jacinto Sánchez de Orellana, a quienes se les ha reputado de haber tenido posturas más bien plenamente republicanas aunque ningún proyecto constitucional debatido incluyó esta postura.
Descontentos con la legislatura de los montufaristas, quienes eran mayoría en el Congreso, los sanchistas se retiran a Latacunga el 24 de febrero de 1812, donde instalan un Congreso paralelo. Convocaron a las tropas capitaneadas por Francisco García-Calderón, y que se encontraban en Alausí, para marchar sobre la ciudad de Quito y deponer a los Montúfar. Finalmente, los montufaristas arreglaron las disputas con los sanchistas y juntos se propusieron una campaña militar sobre Cuenca que brindara los laureles necesarios a la nueva situación.
La marcha hacia Cuenca tuvo que terminar en retirada por las condiciones climáticas, la falta de víveres y el encuentro de resistencia indígena comandada por los hacendados blancos del Azuay. De igual manera por el norte, las fuerzas dirigidas por Pedro de Montúfar empezaban a replegarse de a poco frente a los ejércitos granadinos. Estas derrotas repercutieron negativamente en la imagen del Estado ante el pueblo.

### Últimos días

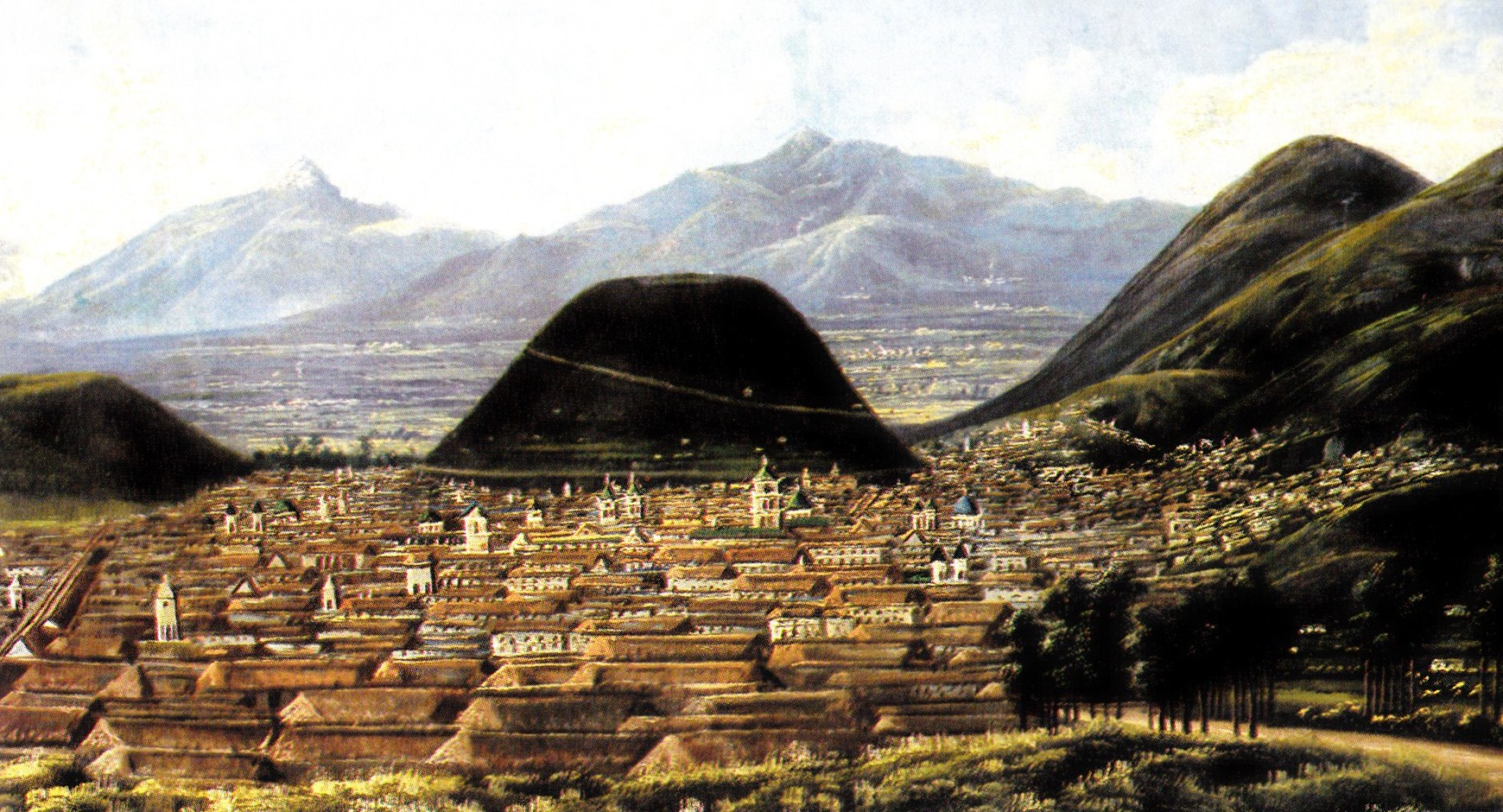
El Panecillo, último lugar de resistencia quiteña en la ciudad. Óleo de Rafael Salas, siglo XIX.

El nombramiento en noviembre de 1811 de Toribio Montes como presidente de Quito por parte de la Regencia y la organización de un ejército dirigido por él desde Lima durante los primeros meses de 1812 motivó a que la Junta reorganice un ejército con varios batallones para enfrentarlo y, en primer lugar, detener la marcha del Coronel Arredondo contra Quito e impedir el acercamiento de Montes a la ciudad.
Así, en julio de 1812 en San Miguel de Chimbo, se encontraron los ejércitos de Francisco Calderón (Quito) y Arredondo (Lima) en la Batalla de Chimbo, con un final positivo para el ejército quiteño que obligó a la retirada de Arredondo y sus tropas. Mientras tanto, un contingente enviado desde la ciudad de Quito al mando del general Checa, avanzaba hacia el sur para apoyar la campaña de Calderón, pero fueron interceptados por las tropas de Toribio Montes el 2 de septiembre en Mocha, donde ambos bandos se enfrentaron en la Batalla de Mocha, y el ejército quiteño se vio obligado a replegarse hacia el Valle de Los Chillos.
Montes avanzó sin problemas por la cordillera Occidental hasta Quito. El 7 de noviembre, las fuerzas de Montes sitiaron la ciudad y los soldados quiteños comandados por Carlos de Montúfar resistieron en el fortín del cerro de El Panecillo, ubicado en el centro mismo de la urbe; sin embargo, tras la llamada Batalla de El Panecillo, el contingente español tomó Quito el 8 de noviembre. Por temor a la barbarie española, buena parte de la población abandonó la capital hacia el norte, buscando refugio en la ciudad de Ibarra.
Los restos del Ejército patriota fueron finalmente derrotados en la Batalla de Ibarra, en las cercanías de la milenaria laguna de Yaguarcocha, el 1 de diciembre de 1812. En el mismo lugar ejecutaron al patriota Francisco García-Calderón, cuyo hijo Abdón Calderón, lucharía por la libertad en la Batalla del Pichincha, en la que tuvo destacada actuación.
Llega así a su final el Estado de Quito, sostenido casi por dos años sin recursos, y presionado militarmente por los flancos norte y sur, tras una casi milagrosa supervivencia lograda a base de una fina habilidad política y diplomática que, lamentablemente, fue opacada por ese juego sutil que se vieron obligados a llevar a cabo frente a los dos poderosos virreinatos españoles que lo rodeaban y la falta de apoyo de las provincias de Guayaquil y Azuay.
El presidente Toribio Montes pacificó la región y prontamente hizo jurar la Constitución de Cádiz en el Reino de Quito, que según decreto del 23 de mayo de 1812 le constituía en Provincia constitucional de Quito. Mandó realizar un censo y realizó elecciones entre 1813 y 1814 para la Diputación Provincial de Quito y Cortes. El gobierno constitucional de la monarquía le concedió a Quito la autonomía que anhelaba de la Nueva Granada. Montes apaciguó los ánimos y evitó la insurgencia en la región. 

### Consecuencias
Al anciano obispo Cuero y Caicedo, presidente del Estado de Quito, se le quitó su dignidad eclesiástica y se le confiscaron su biblioteca y bienes. Fue condenado al destierro y se le remitió preso a Lima, en donde murió antes de ser enviado a España para ser juzgado por insurrección y traición a la Corona.
El Marqués de Selva Alegre, vicepresidente del Estado, fue apresado y acusado de ser «heredero de los proyectos sediciosos de un antiguo vecino nombrado Espejo que hace años falleció», por lo que fue enviado preso a Cádiz en 1816,  donde murió dos años más tarde. Al final de sus días, el Marqués declaró su republicanismo abiertamente y renunció al título nobiliario que el rey Fernando VI había concedido a su familia el siglo anterior. 
Por otro lado, el Marqués de Villa Orellana, que había sido representante de la Alta Nobleza en el Gobierno quiteño, fue acusado de ser criollo insurgente, seductor y entusiasta de la causa republicana, por lo que se dispuso su apresamiento y envío a España para ser juzgado en 1816, pero falleció poco antes.
Nicolás de la Peña y su esposa, Rosa Zárate, intentaron fugar de la represión de Toribio Montes que en 1813 los acusó de «graves, atroces y públicos delitos», por lo que fueron condenados a muerte. Capturados en Tumaco, fueron ejecutados el 17 de junio de ese año, y sus cabezas remitidas a Quito para ser exhibidas en la Plaza Mayor como un medio para amedrentar a la población simpatizante de la causa independentista.
Carlos de Montúfar, que luego de ser desterrado tras estos acontecimientos y haber logrado huir de la prisión para sumarse al ejército independentista de la Nueva Granada, en donde alcanzó el grado de coronel, fue finalmente ejecutado por los españoles en 1816. El resto de dirigentes a quienes no ejecutaron fueron enviados desterrados a remotos rincones del Imperio español, como las Filipinas, Ceuta, La Habana, Puerto Rico y la propia España.
Finalmente, la Provincia de Quito consiguió escindirse de la metrópoli en la Batalla de Pichincha del 24 de mayo de 1822, gracias al triunfo de las fuerzas de la División Protectora de Quito, combinadas con los ejércitos de la Gran Colombia, el Perú, las Provincias Unidas del Río de la Plata, comandadas por el general Antonio José de Sucre. 

## Legado
Quito se enmarca en un proceso amplio de transformaciones políticas en el mundo hispánico. Estableciendo efectivamente la tercera junta autónoma en América, fue la persecución y ejecución de sus cabecillas lo que marcó un precedente del mal gobierno y arbitrariedad de ciertas autoridades de la monarquía española. El Pacto solemne no sirvió de modelo o ejemplo para otras constituciones de la época. No obstante, dejó en evidencia que la gobernación de Quito no quería formar parte de las Provincias Unidas de la Nueva Granada sino que, al contrario existía como Estado autónomo que podía escoger con quien confederarse, si acaso, tras el desconocimiento del Consejo de Regencia. 